# ケネディ・チャンドラー
ケネディ・コリアー・チャンドラー（Kennedy Colier Chandler , 2002年9月16日 - ）は、アメリカ合衆国テネシー州メンフィス出身のプロバスケットボール選手。ポジションはポイントガード。

## 経歴

### ハイスクール
ブライアクレスト・クリスチャン・スクールではテネシー州のミスター・バスケットボールを2年連続で受賞し、その後サンライズ・クリスチャンアカデミーへ転校。4年目のシーズンに平均14.8得点・4.2リバウンド・3.3アシストの成績を記録し、マクドナルド・オール・アメリカン、ジョーダン・ブランド・クラシック、ナイキ・フープサミットに選出された。

### リクルート
高校2年目のシーズンを終えた時点でフロリダ大学、アリゾナ州立大学、ミシシッピ大学からオファーを受けていた。3年目のシーズンには主要サイトから5つ星評価を受け、2020年8月14日にテネシー大学へのコミットを発表した。他にはデューク大学、ケンタッキー大学、ノースカロライナ大学、メンフィス大学からもオファーを受けていた。

### カレッジ
1年目の2021-22シーズンから先発として出場し、2021年12月4日のコロラド大学戦では28得点を記録した。このシーズンは平均13.8得点・4.6アシスト・2.2リバウンドの成績を記録し、オールSECセカンドチーム、SECオールフレッシュマンチームに選出された。シーズン終了後に2022年のNBAドラフトへのアーリーエントリーを表明し、チームから離脱した。

### メンフィス・グリズリーズ
ドラフト全体38位でサンアントニオ・スパーズから指名され、その後トレードで交渉権がメンフィス・グリズリーズへ移動。2022年7月6日にグリズリーズと契約した。

## 個人成績

### NBA

#### レギュラーシーズン
| シーズン | チーム | GP | GS | MPG | FG%  | 3P%  | FT%  | RPG | APG | SPG | BPG | PPG |
| -------- | ------ | -- | -- | --- | ---- | ---- | ---- | --- | --- | --- | --- | --- |
| 2022–23  | MEM    | 36 | 0  | 7.8 | .422 | .133 | .462 | 1.1 | 1.6 | .3  | .1  | 2.2 |
| 通算     | 通算   | 36 | 0  | 7.8 | .422 | .133 | .462 | 1.1 | 1.6 | .3  | .1  | 2.2 |

### カレッジ
| シーズン | チーム   | GP | GS | MPG  | FG%  | 3P%  | FT%  | RPG | APG | SPG | BPG | PPG  |
| -------- | -------- | -- | -- | ---- | ---- | ---- | ---- | --- | --- | --- | --- | ---- |
| 2021–22  | テネシー | 34 | 34 | 30.8 | .464 | .383 | .606 | 3.2 | 4.7 | 2.2 | .2  | 13.9 |